# Wolfgang Wiltschko
Wolfgang Wiltschko (ur. 21 sierpnia 1938 r. w Kienbergu) – niemiecki zoolog, odkrywca zmysłu magnetycznego u zwierząt (magnetorecepcji).

## Życiorys
Urodzony 21 sierpnia 1938 r. w Kienbergu w Kraju Sudetów. W latach 1959–1967 studiował zoologię, botanikę i chemię na Uniwersytecie Johanna Wolfganga Goethego we Frankfurcie nad Menem. Magisterium uzyskał po przedstawieniu pracy nt. wpływu statycznego pola magnetycznego na rudzika (Erithacus rubecula), tym samym stał się odkrywcą zmysłu magnetycznego u zwierząt (magnetorecepcji). Po ukończeniu studiów do 1974 r. pracował jako asystent w Instytucie Zoologii na macierzystej uczelni. W 1972 r. habilitował się na uniwersytecie we Frankfurcie nad Menem pracą nt. orientowania się ptaków migrujących w przestrzeni. Od 1975 do 2003 r. pracował jako profesor na Uniwersytecie we Frankfurcie nad Menem. Autor wielu prac naukowych.